# Besnyő Bernát
Besnyő Bernát, született Blumgrund (Tőkésújfalu, 1876. március 20. – 1944. augusztus 15.) magyar ügyvéd, jogtudományi író. Besnyő Éva fotográfus apja.

## Élete
Blumgrund Jakab (1837–1901) hitoktató és Reich Netti (1837–1915) fiaként született. Az egyetem elvégzése óta Budapesten folytatott ügyvédi gyakorlatot. Tagja volt az ügyvédvizsgáló bizottságnak. A magánjoggal, a római joggal és a Pandekta joggal foglalkozott elsősorban. Kisebb cikkein és értekezésein kívül, melyek jogtudományi lapokban jelentek meg, számos nagyobb művet is írt.
Felesége Kelemen Ilona volt, Kelemen Adolf és Büchler Zelma lánya, akit 1906. november 20-án Budapesten, a Józsefvárosban vett nőül. Három leánygyermekük született.

## Főbb művei
- Institúciók és Pandecták (Budapest, 1900)
- Justinianus császár institúciói latinul és magyarul (1899)
- A Pandecta jogi fogalma (1906)
- A büntető novella (1907)
- A magántisztviselők nyugdíja (1912)